# Logia Roque Pérez

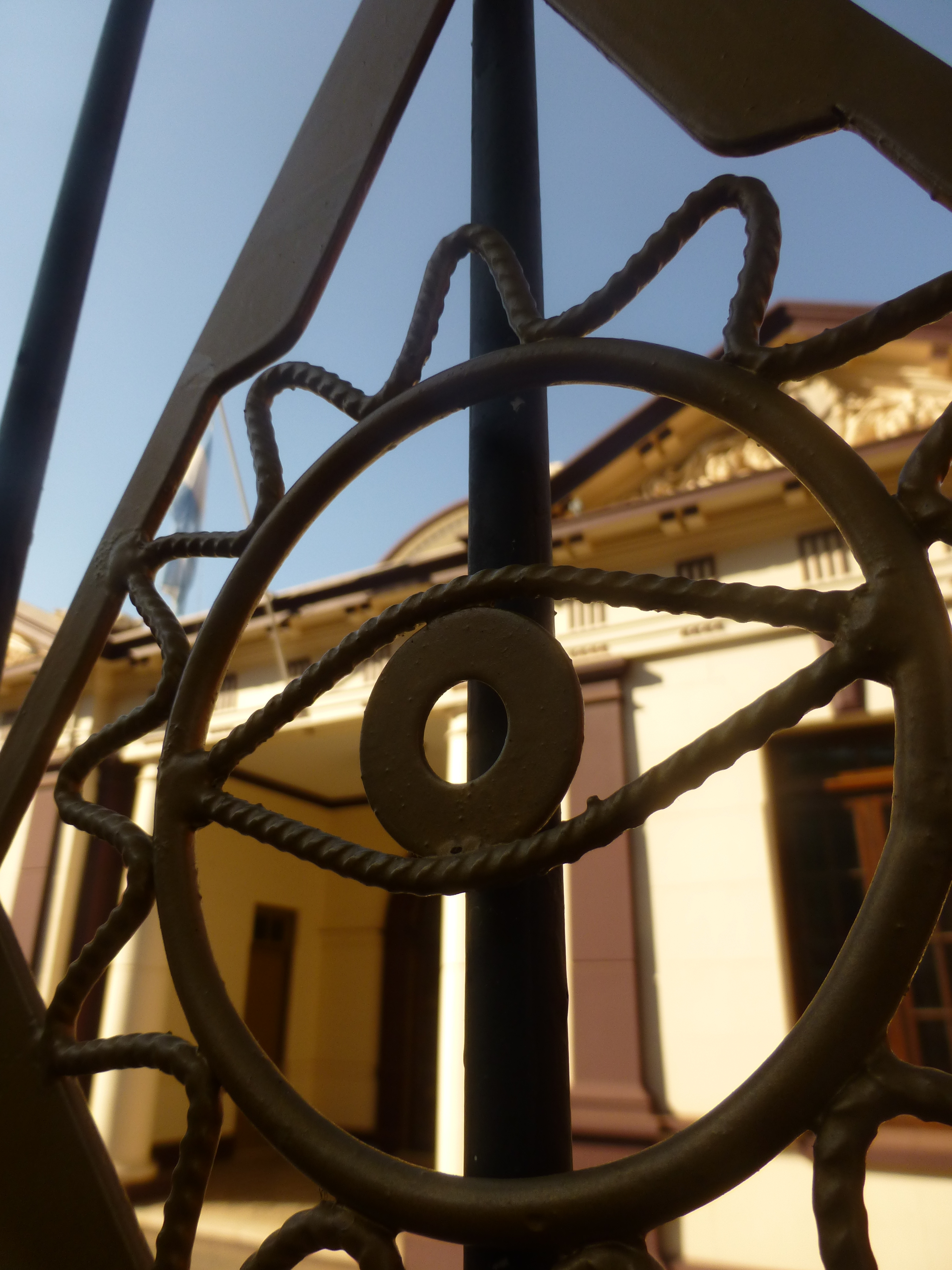
La sede central de la "Logia Roque Pérez" es patrimonio histórico de Posadas.

La Logia "Roque Pérez" N° 1, es una Logia simbólica, perteneciente a la Obediencia de la Gran Logia Unida Federal Argentina , cuya sede central se encuentra en la ciudad de Posadas. Fue fundada el 30 de mayo de 1879 por Joaquín Crespo.
Su nombre se debe al doctor José Roque Pérez, abogado cordobés que fue el primer Gran Maestre del Supremo Consejo y Gran Oriente de la República Argentina.
Sus orígenes se remontan a los inicios de la ciudad de Posadas y sus masones fueron parte del primer Consejo Municipal, las primeras escuelas, los primeros clubes y hasta diferentes instituciones de beneficencia.

## Miembros

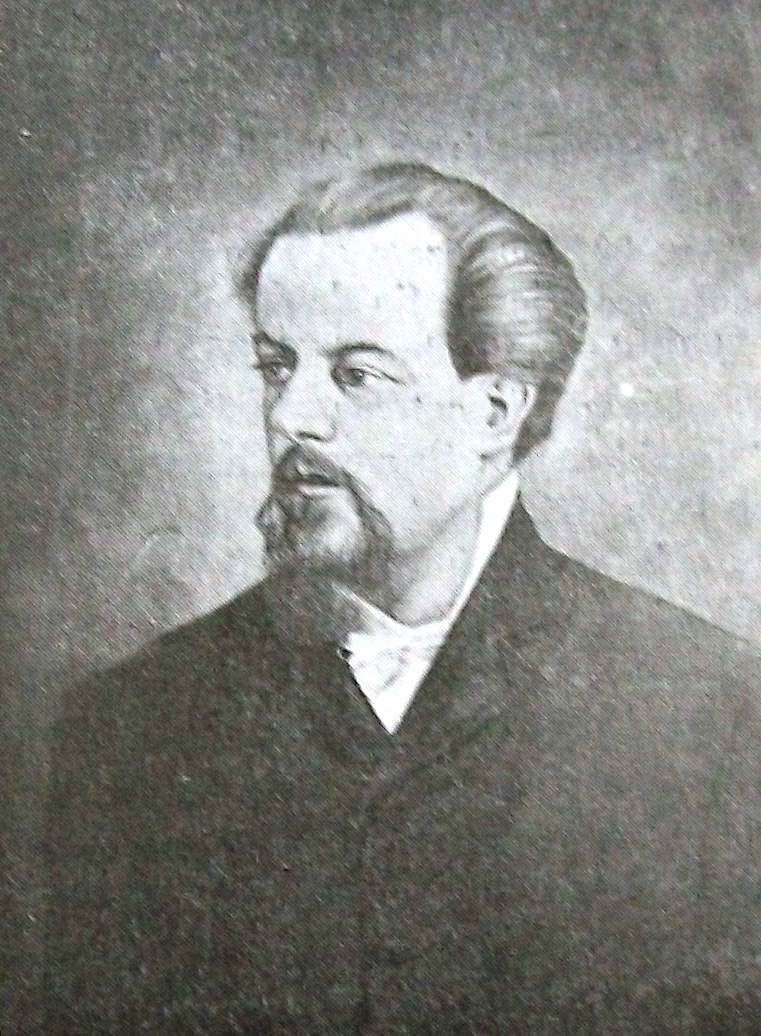
Rudecindo Roca, miembro de la Logia y primer Gobernador del Territorio Nacional de Misiones.

Entre los miembros principales que participaron en esta sociedad se destacaron:
- Rudecindo Roca
- Ramón Madariaga
- Pablo Grobli
- Teodoro Krieger
- Lázaro Gibaja
- Alfonso Arrechea
- Alejo Peyret
- José Prieto
- Benjamín Moritán
- Emilio Gottchalk
- Gastón Dachary
- Aurelio Villalonga
- Ángel Acuña
- Clotilde González de Fernández

## Historia

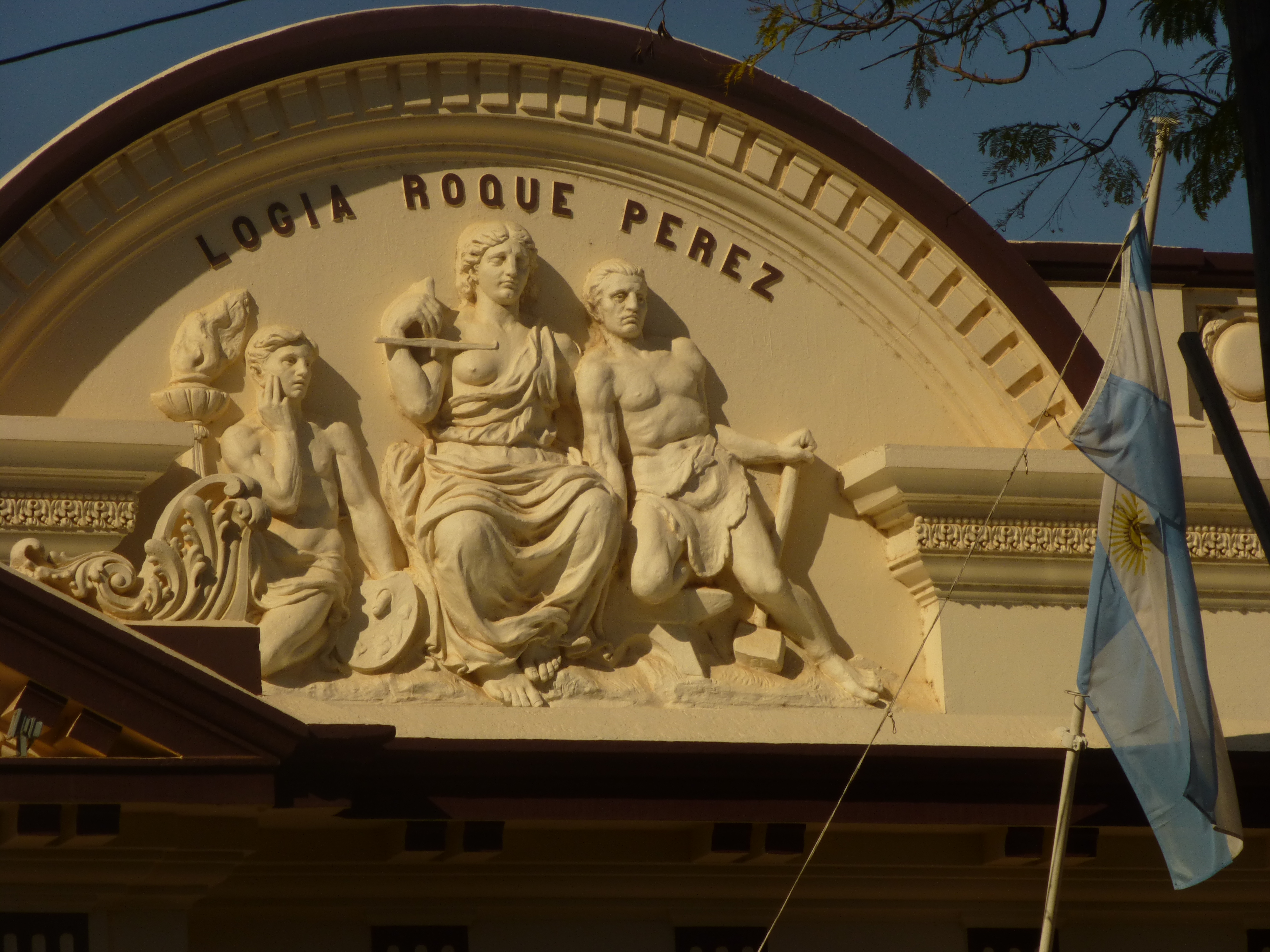
Detalle del frente del edificio de la calle Córdoba, sede central de la Logia.

A finales de 1878, encomendó a Joaquín Crespo, un hacendado de la provincia de Corrientes, la misión de fundar una Logia en Trincheras de San José, conocida actualmente como Posadas. El 30 de mayo de 1879, Crespo dejaba constituida la Logia masónica con el título distintivo de «Roque Pérez».
En sus comienzos la Logia fue presidida por Juan Fernández Olmo, quien siendo Juez de Paz del Departamento Candelaria obtuvo la aprobación del gobierno para designar a un agrimensor que delinease el pueblo, surgiendo sí la actual capital de la provincia de Misiones.
Con la llegada del Regimiento 3 de Infantería de Línea, el médico cirujano Cristóbal Cajal ingresó a la Logia en 1883. El doctor Cajal expuso los problemas de la falta de asistencia sanitaria, consiguiendo la creación de un consultorio médico gratuito que él mismo se encargó de organizar y dirigir. 
Para atender a los enfermos, las esposas e hijas de los masones formaron en 1884 la Sociedad de Beneficencia, bajo la presidenta de Fidelina Rodríguez de Goicoechea. Aquel consultorio fue el origen de donde surgió el hospital, lugar donde se distinguió el eminente médico y filántropo Ramón Madariaga.
En 1926, un tornado arrasó parte de la ciudad de Encarnación, en la República del Paraguay- La Logia decidió abrir su local para atender a las víctimas y alojarlas, extendiendo su ayuda a la orilla opuesta del Río Paraná.

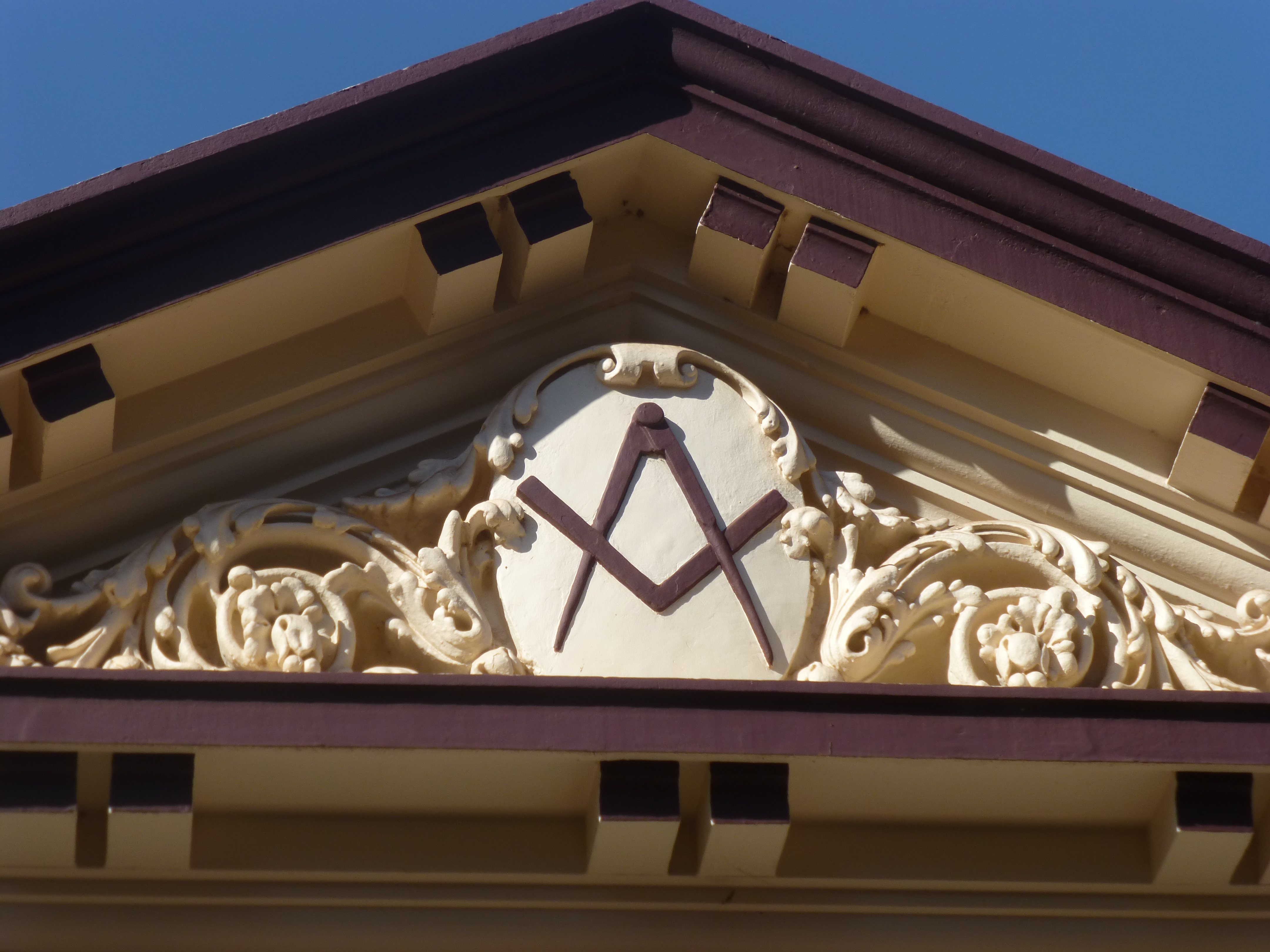
La escuadra y el compás, símbolos que identifican a la Logia.

La Logia se encargó de fundar una biblioteca, el Cuerpo de Bomberos Voluntarios y el Tiro Federal.
Mientras presidía la Logia el profesor Francisco F. Fernández, se promovió la creación de escuelas y se organizó «La Fraternal», sociedad que debía atender las necesidades de ropa, alimentos y útiles de los niños que acudían a las seis escuelas existentes entonces en la ciudad.
La Logia concretó vinculaciones y lazos de amistad con Logia Regulares del Paraguay y de los Estados de Paraná, Santa Catarina y Río Grande do Sul, de Brasil.
El 21 de septiembre de 2005 marca como fecha otro hito en la historia de nuestra centenaria Logia. A partir de ahí y habiendo transitado un breve período de ingratas vicisitudes con la entidad que desde su nacimiento formaba parte, la Logia ROQUE PEREZ se declara independiente de la Gran Logia de la Argentina de Libres y Aceptados Masones y decide tomar en sus manos un rumbo que la ratificaría en su regularidad masónica. 
Desde esa instancia que marca en los hechos, simbólicamente el renacimiento a una nueva era de la Logia ROQUE PEREZ, se ha trabajado incansablemente en el crecimiento de la masonería en la Provincia de Misiones. Así el día 24 de octubre de 2008, levanta columnas la Logia “Unión del Centro” en la localidad de San Vicente impulsada por un nutrido grupo de integrantes de esa ciudad y por la totalidad de los hermanos de nuestra Logia. Más cercano en el tiempo, el día 10 de diciembre de 2009 hace lo propio la Logia “Ciencia y Justicia Dr. Manuel Belgrano”, en la ciudad de Posadas, integrada mayoritariamente por hermanos que hacen honor a la profesión del Derecho.
En la actualidad, como resultado de una trayectoria tan fructífera en los ámbitos civil y masónico, la Logia ROQUE PEREZ, madre de logias, se halla empeñada en el sostenimiento y consolidación de la GRAN LOGIA UNIDA FEDERAL ARGENTINA. Obra magna y sintetizadora del esfuerzo y la visión que insignes ciudadanos de esta progresista sociedad supieron legar para ejemplo y solaz de generaciones venideras.